# سوسیلو بامبانگ یودهویونو
سوسیلو بامبانگ یودهویونو (به انگلیسی: Susilo Bambang Yudhoyono) (زاده ۹ سپتامبر ۱۹۴۹)، سیاستمدار لیبرال، ژنرال سابق ارتش و رئیس‌جمهور سابق اندونزی از ۲۰ اکتبر ۲۰۰۴ تا ۲۰ اکتیر ۲۰۱۴ به مدت دو دوره ۵ ساله بود. وی در اندونزی با حروف اختصاری نام خود؛ SBY شناخته می‌شود. وی در حال حاضر رئیس حزب دموکرات (اندونزی) است.
یودهویونو توانست در انتخابات ریاست جمهوری سال ۲۰۰۴ خانم مگاواتی سوکارنو پوتری، رئیس‌جمهور وقت را شکست دهد. وی بار دیگر درانتخابات ژوئیه ۲۰۰۹ نیز مگاواتی و یوسف کالا از حزب گلکار معاون خود را موفق شد شکت دهد و اولین رئیس‌جمهور اندونزی شود که در روندی دموکراتیک به‌طور مجدد انتخابات می‌شود.